# Pelargonium ellaphieae
Pelargonium ellaphieae là một loài thực vật có hoa trong họ Mỏ hạc. Loài này được E.M. Marais mô tả khoa học đầu tiên năm 1981.